# Irará (ort)
Irará är en ort i Brasilien.   Den ligger i kommunen Irará och delstaten Bahia, i den östra delen av landet, 1 100 km öster om huvudstaden Brasília. Irará ligger 274 meter över havet och antalet invånare är 9 099.
Terrängen runt Irará är platt. Runt Irará är det ganska tätbefolkat, med 96 invånare per kvadratkilometer.. Det finns inga andra samhällen i närheten.
Omgivningarna runt Irará är huvudsakligen savann.